# 미하엘 뮐러 (축구인)
미하엘 프란츠 뮐러(독일어: Michael Franz Müller, 1965년 9월 22일~)는 독일의 축구인이다. 2018년부터 2024년까지 대한축구협회에서 기술발전위원장과 전력강화위원장을 역임했고 대한민국에서는 본인의 요청에 따라 이름 'Michael'을 영어로 읽은 마이클 뮐러로도 알려져 있다.

## 행정가 경력
독일 축구 연맹에서 10년간 유소년 코치진 및 스카우터 역할을 맡으며 독일 21세 이하 대표팀 스카우터로 2017년 UEFA U-21 챔피언십 우승에 공헌했다.
2018년 4월에 KFA 지도자교육 수석강사 겸 유소년 정책수석으로 임명되었으며, 10월 12일에는 대한축구협회 기술발전위원장으로 선임되어 대한축구협회 최초로 외국인 분과위원장 및 기술발전위원장 자리에 앉게 되었다.
2023년에 대한축구협회는 그를  유럽 선진 축구를 직접 경험하고 한국에서 5년간 유소년부터 프로팀, 대표팀까지 한국 축구를 잘 이해한 인물로 평가하며 전력강화위원장직에 임명했다.

## 참고 문헌
- 한만성 (2023년 1월 19일). “[한만의 축구멘터리] 한국 운명의 키를 마이클 잭슨, 그의 휴가”. FIFA.